# Fußball-Landesklasse Mecklenburg 1948/49
Die Fußball-Landesklasse Mecklenburg 1948/49 war die dritte Austragung der Fußball-Landesklasse Mecklenburg. Erneut wurde die Meisterschaft in zwei Staffeln im Rundenturnier ausgetragen. Die Sieger und Zweitplatzierten beider Staffeln qualifizierten sich für die Endrunde. Die Teilnehmerzahl wurde auf 16 Mannschaften erhöht (acht pro Staffel). Am Ende konnte die SG Wismar-Süd ihre erste mecklenburgische Fußballmeisterschaft erringen. Durch diesen Sieg qualifizierte sich Wismar für die Fußball-Ostzonenmeisterschaft 1949, bei der sie jedoch bereits im Viertelfinale nach einer deutlichen 0:10-Niederlage gegen Fortuna Erfurt ausschieden. Auch der diesjährige mecklenburgische Vizemeister, SG Schwerin war für diese Ostzonenmeisterschaft qualifiziert, schied jedoch bereits in der Qualifikationsrunde nach einer 0:2-Niederlage gegen die BSG Franz-Mehring Marga aus. Sowohl der Meister, als auch der Vizemeister qualifizierten sich für die im kommenden Jahr neu eingeführte DDR-Oberliga.
Durch die Einführung der Oberliga war die Landesklasse ab kommender Spielzeit nur noch zweitklassig. Die SG Ueckermünde und die SG Rostock-West, die sich 1949 der unterklassigen BSG Motor Rostock/VEB Schiffahrtswerft „Neptun“ anschloss, stiegen in die Bezirksklassen ab, im Gegenzug stiegen die SG Barth, die SG Volkspolizei Schwerin, die SG Vorwärts Wismar, die SG Ludwigslust und die BSG Fortschritt Wismar aus den Bezirksklassen auf.

## Staffel Ost
| Pl. | Verein                               | Sp. | S | U | N  | Tore    | Quote | Punkte |
| --- | ------------------------------------ | --- | - | - | -- | ------- | ----- | ------ |
| 1.  | SG Greifswald                        | 14  | 9 | 4 | 1  | 038:180 | 2,11  | 22:60  |
| 2.  | SG Bergen                            | 14  | 9 | 3 | 2  | 036:210 | 1,71  | 21:70  |
| 3.  | BSG Fritz Reuter Neubrandenburg a(N) | 14  | 8 | 4 | 2  | 047:200 | 2,35  | 20:80  |
| 4.  | SG Ribnitz                           | 14  | 6 | 1 | 7  | 027:260 | 1,04  | 13:15  |
| 5.  | SG Rostock-Süd                       | 14  | 4 | 4 | 6  | 019:290 | 0,66  | 12:16  |
| 6.  | SG Altentreptow                      | 14  | 4 | 3 | 7  | 022:360 | 0,61  | 11:17  |
| 7.  | ZSG der VEB Stralsund b              | 14  | 3 | 4 | 7  | 032:370 | 0,86  | 10:18  |
| 8.  | SG Ueckermünde (N)                   | 14  | 1 | 1 | 12 | 017:510 | 0,33  | 03:25  |

| (N) | Aufsteiger aus den Bezirksklassen |

## Staffel West
| Pl. | Verein                      | Sp. | S  | U | N  | Tore    | Quote | Punkte |
| --- | --------------------------- | --- | -- | - | -- | ------- | ----- | ------ |
| 1.  | SG Wismar-Süd               | 14  | 11 | 2 | 1  | 068:800 | 8,50  | 24:40  |
| 2.  | SG Schwerin (M)             | 14  | 11 | 0 | 3  | 043:170 | 2,53  | 22:60  |
| 3.  | SG Güstrow                  | 14  | 8  | 1 | 5  | 041:260 | 1,58  | 17:11  |
| 4.  | SG Neustadt-Glewe           | 14  | 6  | 5 | 3  | 036:220 | 1,64  | 17:11  |
| 5.  | SG Hagenow (N)              | 14  | 5  | 1 | 8  | 032:460 | 0,70  | 11:17  |
| 6.  | SG Parchim                  | 14  | 4  | 2 | 8  | 021:430 | 0,49  | 10:18  |
| 7.  | SG Rostock-West             | 14  | 3  | 1 | 10 | 019:630 | 0,30  | 07:21  |
| 8.  | SG Volkspolizei Rostock (N) | 14  | 2  | 0 | 12 | 027:620 | 0,44  | 04:24  |

| (M) | Titelverteidiger                  |
| (N) | Aufsteiger aus den Bezirksklassen |

## Endrunde
Die Endrunde wurde vom 27. Februar 1949 bis 10. April 1949 ausgetragen, qualifiziert waren die Staffelsieger und Vizemeister beider Staffeln.
| 1949          | SG Wismar | SG Schwerin | SG Greifswald | SG Bergen |
| ------------- | --------- | ----------- | ------------- | --------- |
| SG Wismar-Süd |           | 1:1         | 5:1           | 6:1       |
| SG Schwerin   | 0:1       |             | 1:2           | 4:3       |
| SG Greifswald | 2:4       | 2:3         |               | -:-       |
| SG Bergen     | 3:3       | 1:4         | 0:1           |           |

| Pl. | Verein                                 | Sp. | S | U | N | Tore    | Quote | Punkte |
| --- | -------------------------------------- | --- | - | - | - | ------- | ----- | ------ |
| 1.  | SG Wismar-Süd (Erster Staffel West)    | 6   | 4 | 2 | 0 | 020:800 | 2,50  | 10:20  |
| 2.  | SG Schwerin (M) (Zweiter Staffel West) | 6   | 3 | 1 | 2 | 013:100 | 1,30  | 07:50  |
| 3.  | SG Greifswald (Erster Staffel Ost)     | 5   | 2 | 0 | 3 | 008:130 | 0,62  | 04:60  |
| 3.  | SG Bergen (Zweiter Staffel Ost)        | 5   | 0 | 1 | 4 | 008:180 | 0,44  | 01:90  |